# Pictor Mulier
Pictor Mulier Sánchez (Valencia, Comunidad Valenciana, 7 de abril de 1964) es un pintor español.

## Biografía
Artista español especializado en la pintura de desnudos y retrato erótico.
Su estilo pictórico es realista, con rasgos impresionistas, y destaca por la viveza de los colores. Su obra es claramente figurativa, con un estilo que transita desde el fauvismo e impresionismo hasta el hiperrealismo, siempre manteniendo como base un dibujo académico. Utiliza principalmente acrílico sobre tablero imprimado con gesso.
Comenzó sus estudios de dibujo a la edad de diez años en una academia privada. Posteriormente, mientras cursaba bachiller, asistió a la Escuela de Artes y Oficios en donde continuó su formación en dibujo académico.
Tras finalizar el COU, y su servicio militar en el Ejército del Aire de España, ingresó en la Facultad de Bellas Artes de la Universidad de Salamanca, donde estudió entre 1983 y 1988, licenciándose en la especialidad de Diseño gráfico y comunicación audiovisual.
Su periodo por la facultad estuvo marcado por el enfrentamiento con algunos de sus profesores, cuyos métodos de enseñanza no compartía y que, en su opinión, hacían dejación de sus funciones docentes. Esto, sumado a su indisimulado desprecio por ciertos movimientos vanguardistas, le incitó a optar por una especialidad alejada de la pintura.
No obstante, en ningún momento dejó de dibujar, ya que durante los primeros años de carrera compaginó sus clases en la facultad con la asistencia al aula de dibujo de la Escuela de Artes y Oficios en donde sí encontraba el tipo de formación académica que buscaba.

## Obra
Fue durante estos años de formación cuando se enamoró completamente del cuerpo femenino como motivo artístico.
Toda su obra está centrada en el desnudo femenino, pero contemplado desde distintas ópticas. Desde obras que incluyen el desnudo como elemento esencial del retrato, hasta obras cuya forma y fondo tienen un contenido mucho más erótico y explícito.
Entre su obra más erótica destacan los cuadros que representan las fantasías sexuales (generalmente exhibicionistas) de las modelos, como en el cuadro El Paraíso de Arola. Su proceso creativo es meticuloso, tardando entre uno y dos meses en completar cada obra, trabajando simultáneamente en tres o cuatro cuadros para mantener la objetividad. Una vez finalizado, el artista dedica una semana adicional de observación antes de realizar los últimos retoques.
La llegada de Internet y las Redes Sociales significó la posibilidad de entrar en contacto con personas que compartían su misma pasión y, especialmente, con las mujeres que han sido y son sus modelos. También significó la posibilidad de dar a conocer una obra que, por su temática erótica, era rechazada por las galerías de arte que no le veían salida comercial.
Ha pintado retratos de celebridades internacionales como las actrices Brandi Love, Samantha Rone, Tasha Reign, Elizabeth Bentley, Sylvia Christall, Ms Chellie, Irina Vega o Anneke Necro, así como de la actriz, modelo y cantante Andrea Eve.
No obstante, su obra más conocida es la serie de pinturas de la modelo austríaca Vienna, su musa pelirroja, en lugares emblemáticos del mundo y con un contenido vitalista e irónico.
El escritor Carlos Goga, autor de la novela #lovetopía, ha elegido dos cuadros de Pictor Mulier para la portada de su obra. Para la primera Edición de la novela, eligió el cuadro “Paseo desnuda ante el peñón de Ifach”. Para la segunda edición de la novela, eligió el cuadro “Retrato de renanith desnuda en el lago”.
En 2016 fue entrevistado por la revista en línea Thismate dedicada al arte independiente.
Sus obras aparecen para ilustrar los relatos publicados en la web XConfessions. de la directora de cine erótico Erika Lust.
Asimismo, puede encontrarse sus obras en la galería en línea Saatchi Art y en la plataforma digital ArtMajeur

## Influencias
Pictor Mulier reconoce su veneración por los maestros de la pintura clásica al mismo tiempo que su casi total falta de interés por los movimientos pictóricos que se producen después del Pop-art.
Además de por prácticamente todos los pintores clásicos, Pictor Mulier siente una gran admiración por artistas del XIX-XX como Joaquín Sorolla e Ignacio Pinazo Camarlench, y contemporáneos como Eduardo Naranjo o Antonio López García.
Asimismo reconoce una fuerte influencia sobre su obra del mundo del cómic –es un gran coleccionista– y la ilustración.

## Exposiciones
Ha expuesto en diferentes locales alternativos de la ciudad de Valencia, en el hotel ExusNatur, y fue artista invitado en el Salón Erótico de Barcelona (2015) y en el Valencia Sex Festival (2016).

## Opiniones
El pop-art es la última vanguardia de la pintura. A partir de ahí los pintores entran en una especie de histérica necesidad de inventar algo nuevo, lo que ha conducido a que se pueda considerar arte cualquier cosa, y a que cuando el público visita una galería o certamen artístico piense que le están tomando el pelo.
Pictor Mulier

Desde mitad del siglo XX hay más calidad artística en el mundo del cómic, la ilustración, el cine o el diseño que en los museos de artes plásticas, que parecen competir por ver quien expone la mayor extravagancia.
Pictor Mulier